# Dénés
 (février 2019).
Si vous disposez d'ouvrages ou d'articles de référence ou si vous connaissez des sites web de qualité traitant du thème abordé ici, merci de compléter l'article en donnant les références utiles à sa vérifiabilité et en les liant à la section « Notes et références ».
Les Dénés (« peuple ») sont une ethnie du Nord-Ouest du Canada, un groupe de Premières Nations qui habitent les régions arctiques du Canada. Les Dénés parlent des langues athapascanes de la famille na-dené et ont été le premier peuple à s'établir dans ce qui est maintenant appelé les Territoires du Nord-Ouest.

## Habitat
Les Dénés habitent les terres situées au nord de la rivière Churchill, Manitoba, à l'ouest de la baie d'Hudson. Dans leur langue, le territoire qu'ils occupent s'appelle le Denendeh, la « Terre des Gens ». L'une des grandes revendications des Dénés est que leur soit reconnu définitivement le contrôle des terres sur lesquelles ils vivent. Au nord, ils ont pour voisins les Inuits et au sud, les Cris.

## Groupes principaux
Les Dénés comprennent cinq groupes principaux :
- Tchipewyans (Denesuline), qui vivent à l'est du grand lac des Esclaves;
- Tlichos (Flanc-de-chiens ou Dogribs), qui vivent entre le grand Lac des Esclaves et le grand lac de l'Ours;
- Yellowknives (T'atsaot'ine ou Couteaux-jaunes), qui vivaient autrefois au nord du grand Lac des Esclaves et sont maintenant incorporés aux Chipewyan;
- Slavey (Deh Gah Got'ine ou Esclaves), qui vivent le long du fleuve Mackenzie (Deh Cho) au sud-ouest du grand Lac des Esclaves;
- Sahtus (Sahtu' T'ine), qui comprennent les peuples Locheux, Nahanni et Lac de l'Ours dans le sud-ouest des territoires du Nord-Ouest.

Ces sous-groupes des Dénés sont aussi nommés les Lièvres, les Castors (ou Danezaa, Dunneza, ou encore Tsattine) et les Séquanais (Sekani).
Ils parlent des langues différentes mais possèdent les mêmes racines. 
La concurrence dans le commerce des fourrures a donné lieu à des disputes territoriales entre les Dénés, les Cris et les Inuits.

## Personnages célèbres
- Ethel Blondin-Andrew, ancienne députée pour le district de Western Arctic (la division administrative qui couvre les territoires du Nord-Ouest).
- Phoebe Nahanni géographe et cartographe des terres Dénés
- Thanadelthur, interprète et négociatrice Tchipewyan et personnage historique national du Canada
- La série télévisée canadienne North of 60 a eu lieu parmi une communauté Déné.